# Kattegat-ruten
Kattegat-ruten var en dansk virksomhed, der drev passager og godstransport på tværs af Kattegat.
Virksomheden blev startet i september 2011 og havde dagligt afgange fra Aarhus-Kalundborg. Ruten blev nedlagt 11 Oktober 2013.